# Van Etten (villa)
Van Etten es una villa ubicada en el condado de Chemung en el estado estadounidense de Nueva York. En el año 2000 tenía una población de 581 habitantes y una densidad poblacional de 258 personas por km².

## Geografía
Van Etten se encuentra ubicada en las coordenadas 42°11′54″N 76°33′16″O / 42.19833, -76.55444.

## Demografía
Según la Oficina del Censo en 2000 los ingresos medios por hogar en la localidad eran de $27,955, y los ingresos medios por familia eran $35,769. Los hombres tenían unos ingresos medios de $23,125 frente a los $30,417 para las mujeres. La renta per cápita para la localidad era de $12,223. Alrededor del 15% de la población estaban por debajo del umbral de pobreza.